# (20398) 1998 NQ
1998 أن كيو (ويعرف أيضًا باسم (20398) 1998 أن كيو وفق تسمية الكوكب الصغير) (بالإنجليزية: 1998 NQ)‏ هو كويكب ضمن حزام الكويكبات؛ وترتيبه 20398 من حيث الاكتشاف.
اكتُشف هذا الجُرم الفلكي بواسطة Frank B. Zoltowski ‏ في 11 يوليو 1998.

## وصلات خارجية
- (20398) 1998 NQ في قاعدة بيانات مختبر الدفع النفاث لأجرام النظام الشمسي الصغيرة

- الاكتشاف · مخطط المدار ·  العناصر المدارية · المعلمات المادية

- (20398) 1998 NQ على موقع ويكي سكاي: DSS2, SDSS, GALEX, IRAS, Hydrogen α, X-Ray, Astrophoto, Sky Map, Articles and images